# Welton Nadai
Welton Nadai (Rio Claro, São Paulo, 1983), é um violonista, produtor cultural e educador musical brasileiro. Atua principalmente no campo da música instrumental e do violão erudito, com trajetória marcada por projetos de difusão cultural e por colaborações com diversos músicos e grupos no cenário brasileiro.

## Biografia
Desde a adolescência, Welton Nadai interessou-se pelo violão erudito, tendo estudado no Conservatório de Tatuí. É licenciado em Música pela Universidade Vale do Rio Verde (UNINCOR) e pós-graduado em Arte e Educação pelas Faculdades Claretianas.
Sua formação musical foi fortemente influenciada pelo violonista Pedro Cameron, com quem mantém uma parceria artística de longa data.

## Carreira
Em 2012, lançou o álbum Violões Artes Trio, em colaboração com Pedro Cameron e Lucas Penteado.
Como produtor, liderou o álbum O Violão Bem Temperado (2018), do Brasilis Guitar Duo. Em 2019, lançou o EP Circuito do Violão, com a participação da Orquestra de Violões e Violões Artes Trio. Em 2020, produziu a web série Violão na Escola e em 2021 lançou seu primeiro álbum solo “Pedro Cameron” com obras contemporâneas do violonista homenageado.
Em 2024, lançou a coletânea Violões Artes Trio, reunindo gravações realizadas ao longo dos 15 anos do grupo.
Em 2025, apresentou três novos projetos:
- Suíte Jobim, com releituras para violão de obras de Tom Jobim;

- o EP Entardecer, com interpretações de temas do cancioneiro popular brasileiro;

- o EP Terça de Manhã, com novas gravações do Violões Artes Trio, incluindo peças de Mozart, Offenbach e a canção popular andaluza El Vito.

Além de seu trabalho em grupo, Welton Nadai mantém uma carreira ativa como solista, realizando concertos em diversos espaços culturais.
Paralelamente, Welton Nadai está à frente de diversos projetos culturais, como o Projeto Violão nas Escolas, que incentiva a música erudita e instrumental entre estudantes e professores, e a produção de conteúdo para diferentes plataformas digitais.

## Atuação online
Welton compartilha performances, bastidores e reflexões sobre o violão e a música instrumental brasileira. Também possui presença ativa em redes sociais como Instagram, Facebook, TikTok e LinkedIn.